# Alfabeto laṇḍā
El alfabeto laṇḍā (por el término laṇḍā que significa "sin cola" en panyabí) engloba a los sistemas de escritura utilizados en el punyab y partes cercanas del norte de la India derivados del alfabeto sharada. En sindi, se conocen como 'waniko' o 'baniyañ'. Es distinto y no se debe confundir con los dialectos Lahnda, que solían llamarse punyabi occidental.
Laṇḍā es una escritura que evolucionó a partir del shāradā durante el siglo X. Fue ampliamente utilizado en la parte norte y noroeste de la India en el área que comprende Punyab, Sind, Cachemira y algunas partes de Baluchistán y Jaiber Pastunjuá. Se utilizó para escribir panyabi, indostaní, sindi, saraiki, baluchi, cachemir, pastún y varios dialectos panyabíes como el pahari-pothwari.

## Situación actual
Más tarde, esta escritura se convirtió en el llamado alfabeto gurmuji. A finales del siglo XIX, el idioma sindi comenzó a utilizar el sistema devanagari y el alfabeto persa. De manera similar, los pueblos del norte de la India comenzaron a usar devanagari para escribir en hindi.
Hoy en día, esta escritura tiene un uso limitado, principalmente a pequeñas empresas familiares del punyab indio y áreas circundantes. Su uso se debe a ocultar lo escrito a los clientes, ya que pocos  conocen esta escritura. Aquellos que conocen el idioma son reacios a compartir tal conocimiento con otros, con personas que no son de su extrema confianza o círculo íntimo. De todos modos este uso se va haciendo infrecuente, ya que la necesidad de secreto en los negocios ha ido perdiendo cada vez más importancia.

## Variantes
Hay contadas al menos diez tipos de escrituras antiguas que se clasifican dentro de la categoría de escrituras laṇḍā. Se utilizaron a menudo como  escrituras mercantiles de la región del Panyab. De 5 de ellas existe suficiente información  para haber sido  aceptadas en Unicode:
1. Gurmujī evolucionó del laṇḍā y es la única escritura landa importante en el uso moderno.[3]
2. Khojkī, una escritura eclesiástica de la comunidad Isma'ili Khoja, se encuentra dentro de la rama sindhi de la familia de escrituras landa.[4]
3. Mahājanī, una escritura que se usaba anteriormente para el punjabi y el mārwāṛī, está relacionada con laṇḍā.[5]
4. Khudabadi, anteriormente utilizado para el sindi, es un alfabeto basada en laṇḍā.[6]
5. Multani, antiguo sistema de escritura de Saraiki, es un alfabeto basado en laṇḍā.[7]

## Otras lecturas
- Pandey, Anshuman. (2010). L2 / 10-271R Propuesta para codificar el alfabeto sindhi
- Pandey, Anshuman. (2010). L2 / 10-013R Propuesta preliminar para codificar el alfabeto Landa
- Pandey, Anshuman. (2009). L2 / 09-424 Propuesta para codificar el alfabeto Takri

- Datos: Q3299427
- Multimedia: Landa script / Q3299427